# كنيسة في أوفير
كنيسة في أوفير هي لوحة زيتية للفنان الهولندي فينسنت فان خوخ رسمها في يونيو 1890، اللوحة حالياً معروضة في متحف أورسي.
تقع الكنسية الحقيقية المرسومة في اللوحة في أوفير سور واس، فرنسا، 27 كيلومتر شمال غرب باريس.